# Hipódromo Arequipa
El Hipódromo Arequipa (también llamado Hipódromo Cerro Colorado —debido a su ubicación—) es un recinto hípico ubicado en el distrito de Cerro Colorado, de la provincia de Arequipa, del departamento Arequipa, en el Perú. 

## Historia
Propiedad del Jockey Club de Arequipa, viene a reemplazar al Hipódromo de Porongoche, que fue utilizado hasta el año 2008, cuando fue comprado para construir un nuevo centro comercial. Cuenta con 2 tribunas, una para socios y otra para el público en general, 1 pista de arena y otra de césped, una pelousse ubicada en el centro de la pista y una pantalla gigante, que permite ver el desarrollo de las carreras desde cualquier lugar del hipódromo. Previo a la pandemia, las carreras que se corrían se solían jugar en el Jockey Club del Perú y en el Hipódromo de Monterrico, al estar interconectados sus centros de cómputo. Cuenta con poca población de caballos, una gran parte de ellos traídos desde Lima para continuar su campaña en este recinto.
Debido a la emergencia sanitaria por el COVID-19, la actividad hípica estuvo en para, sin interés alguno del Jockey Club de Arequipa por reaundarla. Sin embargo, el 14 de agosto del 2021 las carreras de caballos volvieron a correrse, con lo cual la actividad hípica fue retomada nuevamente en Arequipa; cuando la activida hípica fue reanudada solamente se corrieron 5 carreras, aunque no hubo apuestas en juego.